# BWF Grand Prix 2007
Der BWF Grand Prix 2007 war die Erstauflage des BWF Grand Prix im Badminton. Der erste Wettbewerb startete am 27. Februar 2007 und der letzte Wettbewerb endete am 12. Dezember 2007. In diesem Jahr gehörten zum Grand Prix die Bitburger Open, Chinese Taipei Open, Dutch Open, German Open, India Open, Macau Open, New Zealand Open, Philippines Open, Russian Open, Thailand Open, US Open und die Vietnam Open sowie die Panamerikameisterschaft und die Asienmeisterschaft. Die India Open mussten jedoch abgesagt werden.

## Die Sieger
| Veranstaltung           | Herreneinzel            | Dameneinzel       | Herrendoppel                            | Damendoppel                          | Mixed                                |
| ----------------------- | ----------------------- | ----------------- | --------------------------------------- | ------------------------------------ | ------------------------------------ |
| Asienmeisterschaft      | Taufik Hidayat          | Jiang Yanjiao     | Choong Tan Fook Lee Wan Wah             | Yang Wei Zhao Tingting               | He Hanbin Yu Yang                    |
| Thailand Open           | Chen Hong               | Zhu Lin           | Lee Jae-jin Hwang Ji-man                | Gao Ling Huang Sui                   | He Hanbin Yu Yang                    |
| Philippines Open        | Lee Chong Wei           | Zhou Mi           | Koo Kien Keat Tan Boon Heong            | Chien Yu-chin Cheng Wen-hsing        | Nova Widianto Liliyana Natsir        |
| India Open              | nicht ausgetragen       | nicht ausgetragen | nicht ausgetragen                       | nicht ausgetragen                    | nicht ausgetragen                    |
| Chinese Taipei Open     | Sony Dwi Kuncoro        | Wang Chen         | Markis Kido Hendra Setiawan             | Chien Yu-chin Cheng Wen-hsing        | Flandy Limpele Vita Marissa          |
| Macau Open              | Chen Jin                | Xie Xingfang      | Koo Kien Keat Tan Boon Heong            | Gao Ling Huang Sui                   | Xie Zhongbo Zhang Yawen              |
| Russian Open            | Lu Yi                   | Wang Yihan        | Kristof Hopp Ingo Kindervater           | Du Jing Yu Yang                      | Nadieżda Kostiuczyk Robert Mateusiak |
| German Open             | Lin Dan                 | Xie Xingfang      | Lee Jae-jin Hwang Ji-man                | Yang Wei Zhang Jiewen                | Zheng Bo Gao Ling                    |
| Panamerikameisterschaft | Stephan Wojcikiewicz    | Anna Rice         | Mike Beres William Milroy               | Fiona McKee Charmaine Reid           | Howard Bach Eva Lee                  |
| New Zealand Open        | Andre Kurniawan Tedjono | Zhou Mi           | Chan Chong Ming Hoon Thien How          | Ikue Tatani Aya Wakisaka             | Devin Lahardi Fitriawan Lita Nurlita |
| US Open                 | Lee Tsuen Seng          | Jun Jae-youn      | Tadashi Ohtsuka Keita Masuda            | Miyuki Maeda Satoko Suetsuna         | Keita Masuda Miyuki Maeda            |
| Bitburger Open          | Lu Yi                   | Wang Yihan        | Mathias Boe Carsten Mogensen            | Yang Wei Zhang Jiewen                | Kristof Hopp Birgit Overzier         |
| Dutch Open              | Lee Yen Hui Kendrick    | Li Wenyan         | Rian Sukmawan Yonathan Suryatama Dasuki | Anastasia Russkikh Ekaterina Ananina | Rasmus Bonde Christinna Pedersen     |
| Vietnam Open            | Roslin Hashim           | Zhu Jingjing      | Kwon Yi-goo Ko Sung-hyun                | Natalia Poluakan Yulianti CJ         | Yulianti CJ Tontowi Ahmad            |